# Aristide Beaugrand-Champagne

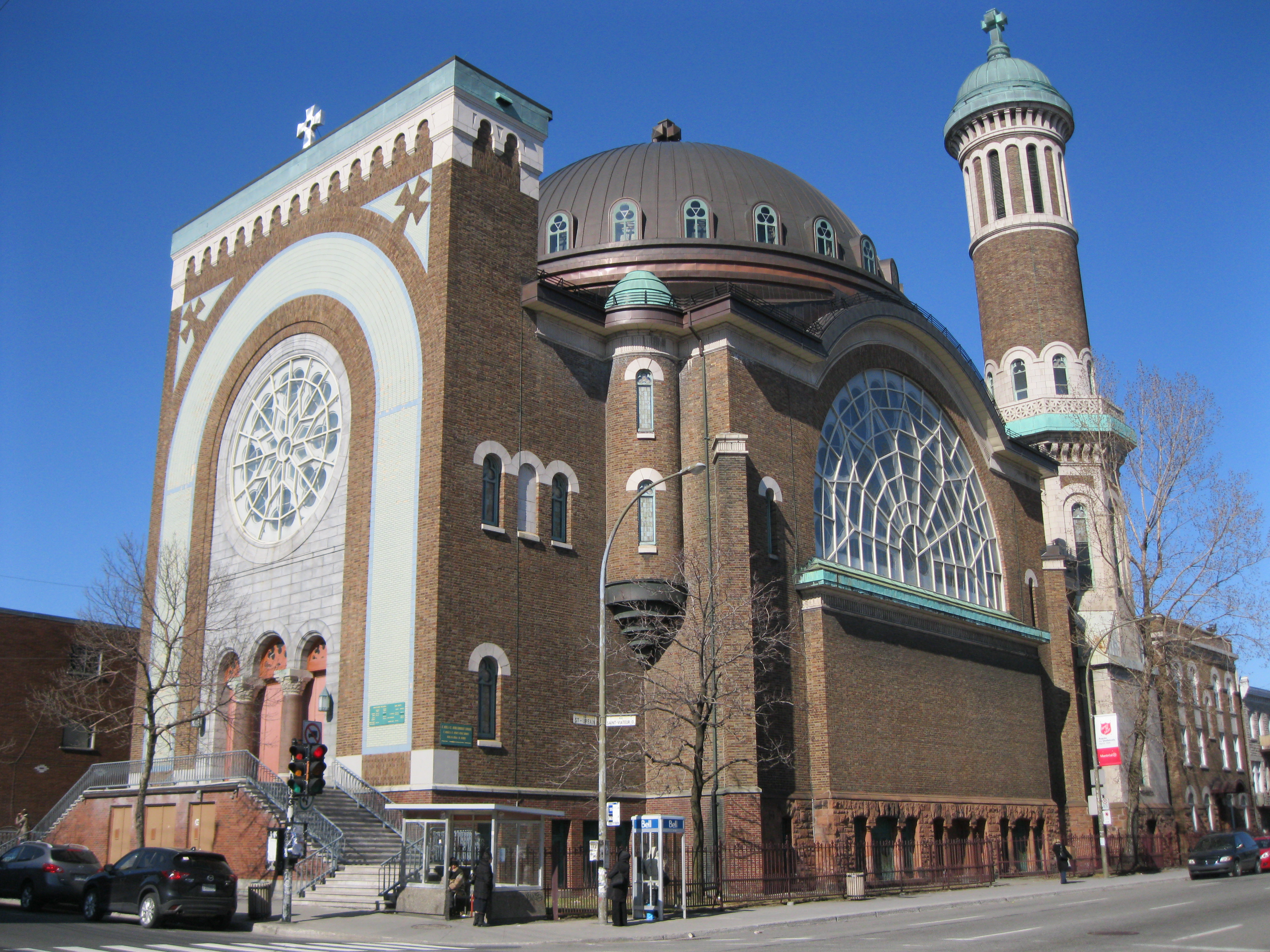
Église Saint-Michel-Archange

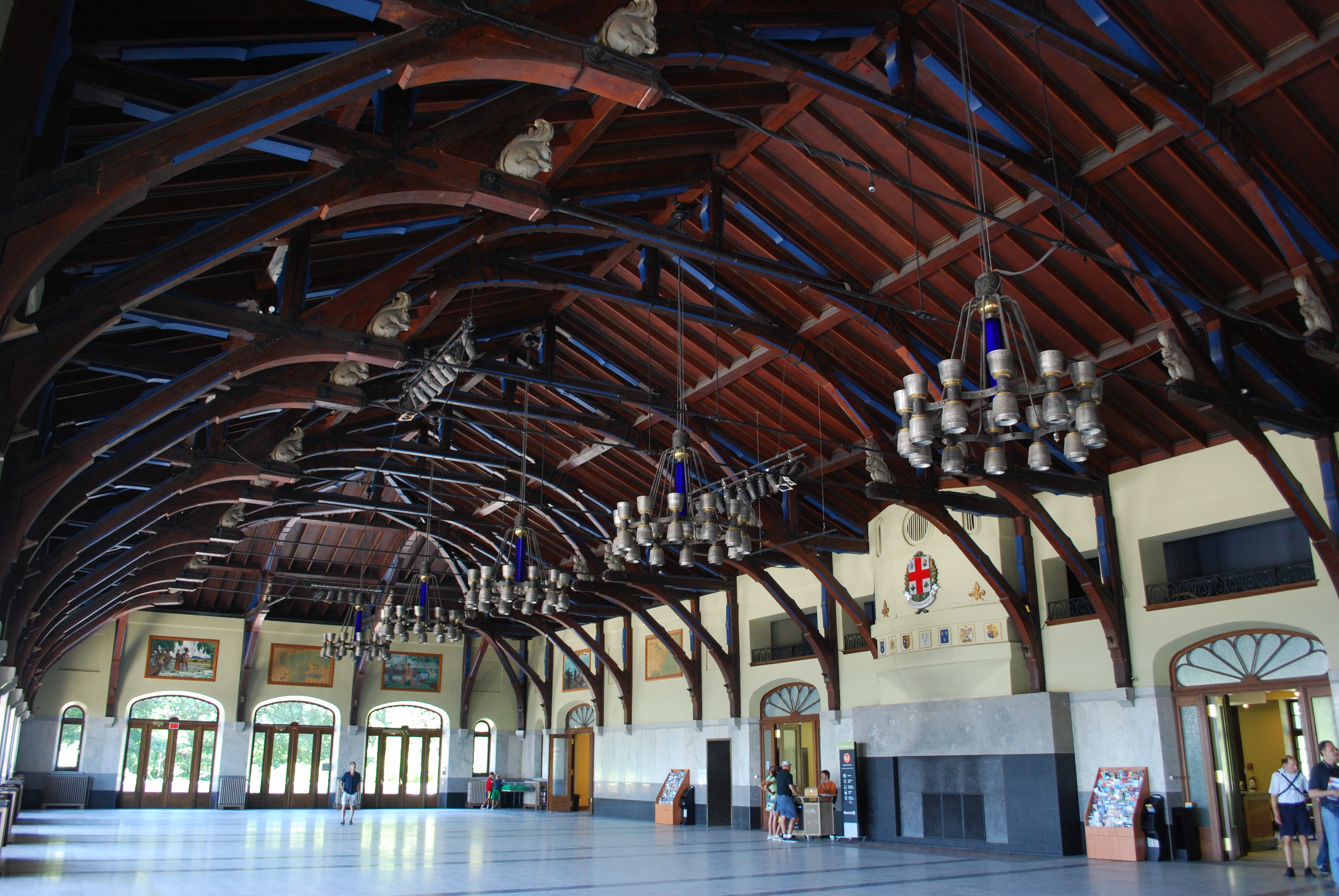
Intérieur du chalet du Mont-Royal

Pour les articles homonymes, voir Beaugrand-Champagne.
Aristide Beaugrand-Champagne (Saint-Anicet, 27 novembre 1876 – Outremont, 16 décembre 1950) est un architecte québécois. Il a été professeur de construction à l'École polytechnique de Montréal et à l'École des beaux-arts de Montréal entre 1908 et 1922.
Beaugrand-Champagne fut le concepteur de plusieurs églises, surtout dans la région de Montréal (église Saint-Michel-Archange dans le Mile End), mais aussi en Abitibi (cathédrale Sainte-Thérèse-d'Avila d'Amos).
Il porte un intérêt à l’architecture de paysage, puis il s'intéresse à l’architecture au point de s'inscrire à l’École Polytechnique de Montréal. 
Durant ses études, il enseigne dans cette école dès 1908 et obtient son diplôme en 1911.  Il sera professeur à Polytechnique jusqu’à la fermeture du programme d’architecture en 1922. Il poursuit sa carrière d'enseignant à l’École des beaux-arts, qui prend la relève de la formation en architecture. Il a collaboré comme directeur au magazine La maison moderne de 1905 à 1906.
Il est connu pour avoir dessiné le chalet du Mont-Royal, construit entre 1928 et 1932. Passionné d'histoire, Beaugrand-Champagne y fit peindre par des artistes canadiens 17 toiles illustrant l'histoire du Canada.
Sa sépulture est située dans le cimetière Notre-Dame-des-Neiges, à Montréal.

Le fonds d'archives d'Aristide Beaugrand-Champagne est conservé au centre d'archives de Montréal de Bibliothèque et Archives nationales du Québec.

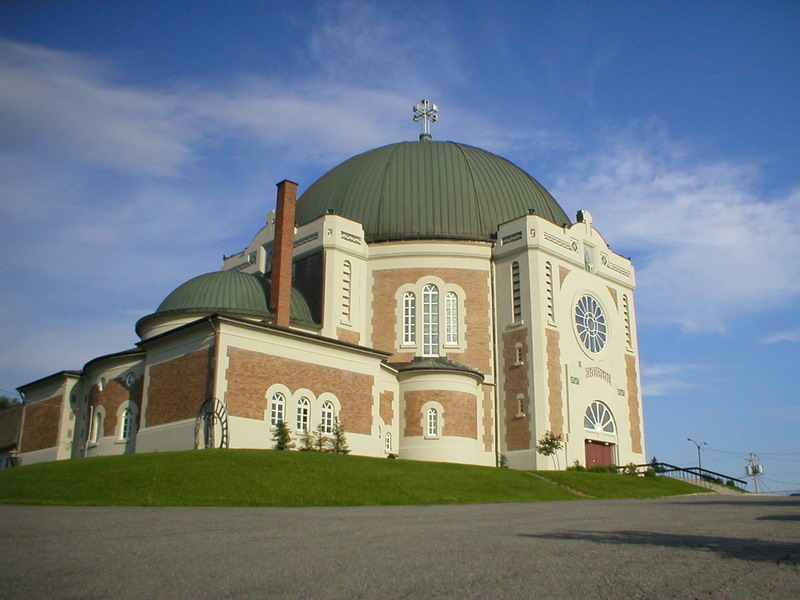
Cathédrale Sainte-Thérèse-d’Avila d’Amos